# Melanotmethis
Melanotmethis is een geslacht van rechtvleugeligen uit de familie Pamphagidae. De wetenschappelijke naam van dit geslacht is voor het eerst geldig gepubliceerd in 1943 door Uvarov.

## Soorten
Het geslacht Melanotmethis  is monotypisch en omvat slechts de volgende soort:
- Melanotmethis fuscipennis (Redtenbacher, 1889)